# جبريل غريغوار
جبريل غريغوار هو لاعب كرة قدم كندية كندي، ولد في 22 ديسمبر 1953 في Sainte-Martine, Quebec ‏ في كندا.